# Michaela Drummond
Michaela Drummond (* 5. April 1998 in Te Awamutu) ist eine neuseeländische Radrennfahrerin.

## Sportliche Laufbahn
2014 errang Michaela Drummond bei den Ozeanienmeisterschaften die Juniorinnen-Titel in Scratch und Omnium auf der Bahn. Im Jahr darauf wurde sie gemeinsam mit Bryony Botha, Holly White und Madeleine Park Junioren-Weltmeisterin in der Mannschaftsverfolgung. Dabei stellte das neuseeländische Quartett mit 4:31,966 Minuten einen neuen Juniorinnen-Weltrekord auf, der rund ein Jahr Bestand hatte. 2016 gewann sie bei den Junioren-Bahnweltmeisterschaften zwei silberne Medaillen, eine im Omnium und eine weitere in der Mannschaftsverfolgung (mit Emily Shearman, Katerina Smith und Nicole Shields). Zusammen mit Racquel Sheath nahm sie Ende 2016 als Gastfahrerin an den australischen Meisterschaften teil und gewann dort im Zweier-Mannschaftsfahren die Goldmedaille.
2017 erhielt Drummond ihren ersten Teamvertrag, startete auch erstmals international in der Elite und wurde Ozeanienmeisterin im Scratch. Im Zweier-Mannschaftsfahren errang sie mit Racquel Sheath die Silbermedaille. Wenige Wochen darauf wurde sie neuseeländische Meisterin der Elite im Omnium. Bei den Bahnradsport-Weltmeisterschaften 2017 in Hongkong errang sie mit Rushlee Buchanan, Kirstie James, Jaime Nielsen und Racquel Sheath die Bronzemedaille in der Mannschaftsverfolgung. 2019 wurde sie nationale Meisterin im Scratch auf der Bahn, auf der Straße belegte sie bei der neuseeländischen Meisterschaft im Straßenrennen Platz drei. 2023 errang sie Ally Wollaston, Emily Shearman und Bryony Botha bei den Weltmeisterschaften die Silbermedaille in der Mannschaftsverfolgung, im Scratch gewann sie Bronze. Bei den Ozeanienmeisterschaften im Jahr darauf holte sie zwei Titel, im Madison sowie in der Mannschaftsverfolung sowie zwei Silbermedaillen in Punktefahren und Omnium.
2023 und 2024 war Michaela Drummond auch bei Straßenrennen in Europa erfolgreich: So gewann sie 2023 eine Etappe der Tour Cycliste Féminin International de l’Ardèche und 2024 die Région Pays de la Loire Tour-Féminin.

## Erfolge

### Bahn
2014
- Junioren-Ozeanienmeisterin – Scratch, Omnium

2015
- Junioren-Weltmeisterin – Mannschaftsverfolgung (mit Bryony Botha, Holly White und Madeleine Park)
- Neuseeländische Junioren-Meisterin – Punktefahren, Omnium

2016
- Junioren-Weltmeisterschaft – Omnium, Mannschaftsverfolgung (mit Emily Shearman, Kate Smith und Nicole Shields)
- Neuseeländische Junioren-Meisterin – Omnium
- Ozeanienmeisterin 2017 – Scratch
- Ozeanienmeisterschaft 2017 – Zweier-Mannschaftsfahren (mit Racquel Sheath)

2017
- Neuseeländische Meisterin – Omnium, Zweier-Mannschaftsfahren (mit Racquel Sheath)
- Weltmeisterschaft – Mannschaftsverfolgung (mit Rushlee Buchanan, Kirstie James, Jaime Nielsen und Racquel Sheath)
- Ozeanienmeisterin 2018 – Mannschaftsverfolgung (mit Bryony Botha, Racquel Sheath, Rushlee Buchanan und Kirstie James)
- Ozeanienmeisterschaft 2018 – Omnium
- Weltcup in Santiago de Chile – Zweier-Mannschaftsfahren (mit Racquel Sheath)

2018
- Commonwealth Games – Mannschaftsverfolgung (mit Bryony Botha, Rushlee Buchanan, Kirstie James und Racquel Sheath)
- Ozeanienmeisterschaften 2019 – Zweier-Mannschaftsfahren (mit Rushlee Buchanan)

2019
- Neuseeländische Meisterin – Omnium
- Weltmeisterschaft – Mannschaftsverfolgung (mit Bryony Botha, Holly Edmondston, Kirstie James und Rushlee Buchanan)
- Ozeanienmeisterschaft 2020 – Omnium, Zweier-Mannschaftsfahren (mit Jessie Hodges)
- Weltcup in Hongkong – Mannschaftsverfolgung (mit Emily Shearman, Nicole Shields und Ally Wollaston)

2022
- Neuseeländische Meisterin – Teamsprint (mit Olivia King und Rebecca Petch)
- Commonwealth Games – Scratch, Mannschaftsverfolgung (mit Ellesse Andrews, Emily Shearman und Bryony Botha)
- Neuseeländische Meisterin 2023 – Zweier-Mannschaftsfahren (mit Bryony Botha)

2023
- Nations Cup in Jakarta – Mannschaftsverfolgung (mit Ally Wollaston, Bryony Botha und Emily Shearman)
- Weltmeisterschaft – Mannschaftsverfolgung (mit Ally Wollaston, Emily Shearman und Bryony Botha)
- Weltmeisterschaft – Scratch

2024
- Ozeanienmeisterin – Madison (mit Bryony Botha), Mannschaftsverfolgung (mit Bryony Botha, Emily Shearman, Ally Wollaston und Nicole Shields)
- Ozeanienmeisterschaften – Punktefahren
- Nations Cup in Adelaide – Mannschaftsverfolgung (mit Samantha Donnelly, Ally Wollaston, Bryony Botha und Emily Shearman)

### Straße
2023
- eine Etappe Tour Cycliste Féminin International de l’Ardèche

2024
- Région Pays de la Loire Tour-Féminin
- zwei Etappen und Punktewertung Volta a Portugal Feminina